# 鼻ぐり井手
鼻ぐり井手（はなぐりいで）は、熊本県菊陽町の馬場楠にある特別な構造の用水路で、この構造により、阿蘇方面から流れてくる土砂が堆積することなく水を通す仕掛けである。加藤清正が造らせた。

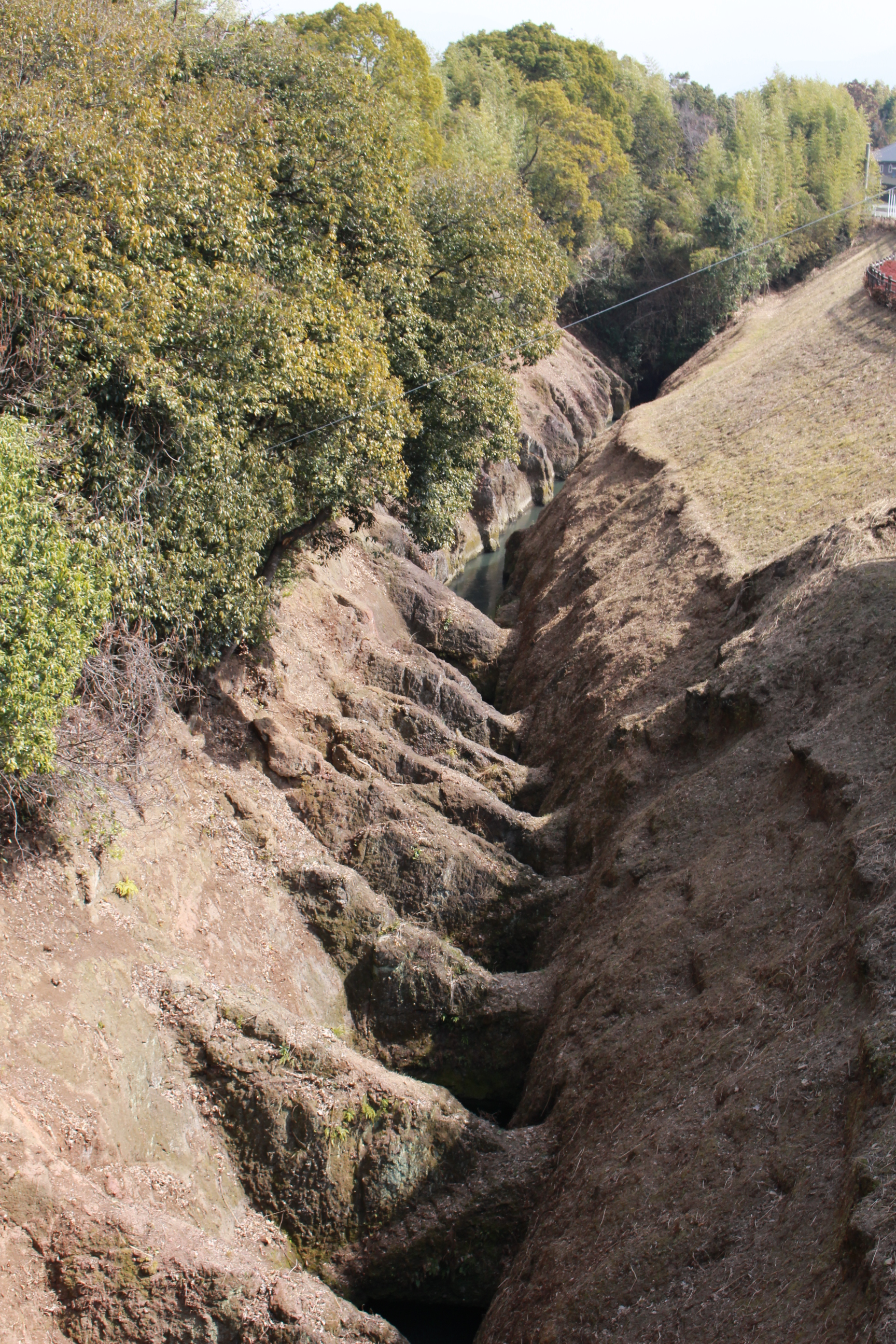
鼻ぐり井手(鼻ぐり大橋から望む)

## 鼻ぐりの語源
『広辞苑』によると、鼻削（はなぐり）、鼻木、牛の鼻に通す環とある。穴を穿って水流を結ぶやり方がこれに似ている。

## 別名
「辛川の九十九刎」ともいう。発音はからかわの つくもばね、外に つづらおれとも称した。辛川は当時の名称で、益城郡沼山津（ぬやまづ）手永、辛川村。

## 構造
加藤清正は白川沿いの馬場楠（ばばぐす）村に大きな堰を作り、頑丈な人工の用水路（井手（いで）＝人工の川）を掘り、下流の託麻、益城、合志の3郡の田に水を引いた。
その方法とは
1. 石堰1か所 長さ63間(約113メートル） 馬場楠村
2. 井手 913間（約1638メートル） 堰の取り入れ口から鼻ぐりまで
3. 井手 215間（約387メートル） 山中の岩を掘りぬいた距離

を造り、3番目の387メートルの所は山の中を掘り抜いている。底は岩になっている。
白川の流域では阿蘇の火山灰（ヨナと称する）による土砂が多く、岸が高いところでは、さらえても土砂は捨てることができない。そこで鼻ぐり(地下の穴）を80箇所作った。これは岩の上の方を、橋の如く残し、その下だけを刳りぬくことで穴になっており（はなぐり）、水は狭いところを流れ、上の広いところに水を貯えるようにする。すると川底の水は激流となり、土砂がかき回され、川下に流れるという仕掛けである。別の言葉でいうと、川底に高さ4m×幅1mの仕切岩盤を残し、水の通る下辺には直径約2mの穴が左右交互にくり抜かれ、一つの穴から出た水は必ず壁につきあたり渦巻くことになる。流れくる火山灰は舞い上がり、底に堆積することなく下流に流れる仕組みになっている。

### 沈砂施設
『肥後藩農業水利施設の歴史的研究』による沈砂施設とあり、加藤清正は「湾洞」という言葉で用水路内の沈没を防いでいるとある。山鹿町井手、また緑川と加勢川の合流地点にも湾洞を造っている。鼻ぐり井手も沈砂施設の一つである。

## 写真説明

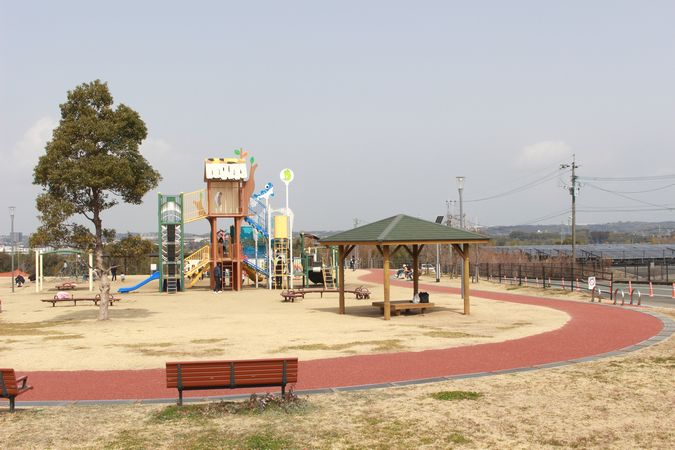
鼻ぐり井手公園

- 鼻ぐり井手公園。平成15年（2003年）に整備し、一般に開放された公園。それまでは、井手の全容は、まったく見ることはできなかった。この井手全体（約12.5km）の名称は「馬場楠井手」と言う。ここ鼻ぐり構造の部分約400mを「鼻ぐり井手」と呼んでいる。展望台の左下に鼻ぐり井手が見える。県道沿いであり来訪者が絶えない。
- 鼻ぐり井手の水流渦巻。井手の1部分で、岩壁の下部に水流穴があり渦巻いた漕の水は井手底の穴より、勢いよく次の漕へ噴流し土砂を巻き上げ、次々と下流へ押し流してゆく仕組みになっている。そのために井手底には土砂の堆積がなく400年以上の現在でも井手底の掃除は行う必要がない。完成当時は岩壁は80基あったが、江戸時代に50基ほどは破壊された（水理に疎い役人？によるとの記録がある）。
- 工事作業用階段跡。岩山を20mほど掘り下げる時、作業用にこのような階段を残しながら掘り下げ、岩石搬出や作業員の昇降に使われたものである。ノミや金鎚で手作業の掘削は想像を絶する難工事であった。
- 鼻ぐり井手全景。下流鼻ぐり大橋より）鼻ぐりの岩壁が斜めになっているのは、作業階段になっていたためである。今は風化して階段の跡はほとんど消えているが、一部には面影が残っている。水流穴が交互になっている、との説もあるが現場掘削状況から交互ではないようである。

## 仕掛けの一部破壊
江戸時代、この仕掛けを知らない役人がきて、80のはなぐりのうち52を打ち壊してしまった。しかし残りが28あって、土砂は今でもとどまらないという。馬場楠井手ができて次の水田が開かれ、税収が3倍になった。
- 益城郡沼山津手永(手永はほぼ現在の郡にあたる昔の単位） 曲手村 約5町 上辛川村 約8町 辛川村 約8町
- 合志郡大津手永 弓削村 約17町 石原村 約16町
- 託麻郡本庄手永 鹿帰瀬村 約8町 中江村 約5町 上南部村 約1町 下南部村 約9町
- 計 約95町(95ヘクタール）

## 造られた時代
加藤清正が肥後の北半分を拝領した時は、自分の領地に託麻郡、合志郡はあったが益城郡はなかった。そこは小西行長の領地であった。益城郡が清正の領地になったのは慶長5年（1600年）の関ヶ原の戦いより後であるので、慶長16年（1611年）の清正の死亡までの間と考えられる。馬場楠堤の方は慶長13年（1608年）という記載がある。

## 2度の大水害に耐える
寛政8年6月（1796年7月）の2度の大水害、および昭和28年（1953年）6月26日の大水害（昭和28年西日本水害）にも耐えている。特に昭和28年の方は阿蘇山の爆発による泥流も流れてきたので、堤の方は改修工事が行われた。

## 馬場楠堰災害復旧紀念碑
西日本水害により、鼻ぐりは耐えたが、堤は破壊された。その復旧記念碑に次の文章がある。

## 文献
- 矢野四年生（よねお）『加藤清正 治水編』清水弘文堂、1991年。ISBN 4-87950-936-1。
- 本田静男『肥後藩農業水利施設の歴史的研究』熊本県土地改良事業団体連合会、1970年、173頁。
- 加藤清正土木事業とりまとめ委員会『加藤清正の川づくり・まちづくり』建設省熊本工事事務所、1995年、43-44頁。

## 交通アクセス
- JR九州豊肥本線原水駅よりタクシーで9分。
- 九州自動車道熊本インターチェンジより8.7㎞。